# حمایت دیپلماتیک
حمایت دیپلماتیک کلیه اقدامات دیپلماتیک و سایر اعمالی است که یک کشور در هنگام ورود ضرر و زیان مالی، جانی، مادی و معنوی به اتباع متبوع خود علیه دولت متضرر برای احقاق حق آنان انجام می‌دهد. حمایت دیپلماتیک در جامعهٔ بین‌المللی نظیر دیوان دایمی دادگستری و دیوان بین‌المللی دادگستری در پرونده‌های مختلف، مورد تأیید قرار گرفته‌است.
حمایت دیپلماتیک حق صلاحدید و ذاتی هر کشور است نه افراد متبوع آن و هر نوعی از اقدام را که توسط حقوق بین‌الملل منع نشده‌است، دربرمی‌گیرد. این بدین معناست که دولت متبوع زیان‌دیده همیشه متعهد به پی‌گیری پرونده و توسل به حمایت دیپلماتیک (حمایت سیاسی)، اتباع خود نمی‌باشد و گهگاه ممکن است مصلحت سیاسی و اقتصاد ملی خود را بر رسیدگی قضایی و اعمال حمایت سیاسی ترجیح دهد. اقدامات کنسولی، مذاکره با کشور ناقض حقوق اتباع خود، ایراد فشار سیاسی و اقتصادی، اقدامات قضایی و داوری بین‌المللی و دیگر شکل‌های حل مسالمت‌آمیز اختلاف، همگی نشان از اقداماتی است که کشور متبوع متقاضی جبران خسارت، می‌تواند علیه کشور مسئول به کار بندد.

در سال ۲۰۰۶ کمیسیون حقوق بین‌الملل ماده قانون‌هایی در تعریف حمایت دیپلماتیک تصویب کرد که حدود صلاحیت و نحوهٔ اجرای آن را معین می‌نمود.